# 169568 Baranauskas
169568 Baranauskas è un asteroide della fascia principale. Scoperto nel 2002, presenta un'orbita caratterizzata da un semiasse maggiore pari a 2,3536537 UA e da un'eccentricità di 0,1144964, inclinata di 3,18204° rispetto all'eclittica.